# خانه کوزه گران
خانه کوزه گران مربوط به دوره پهلوی است و در بیرجند، میدان فرهنگ، کوچه کوزه گران، پلاک ۱۷ واقع شده و این اثر در تاریخ ۱۹ اسفند ۱۳۸۰ با شمارهٔ ثبت ۴۸۰۱ به‌عنوان یکی از آثار ملی ایران به ثبت رسیده است.